# Neofabricia sericisepala
Neofabricia sericisepala là một loài thực vật có hoa trong Họ Đào kim nương. Loài này được J.R.Clarkson & Joy Thomps. mô tả khoa học đầu tiên năm 1989.